# Alexandar Borković
Alexandar Borković, né le 11 juin 1999 à Vienne en Autriche, est un footballeur autrichien qui évolue au poste de défenseur central au Sturm Graz.

## Biographie

### En club
Natif de Vienne en Autriche, Alexandar Borković est formé par l'un des clubs de la capitale, l'Austria Vienne. Souvent surclassé dans les équipes de jeunes, il est considéré comme l'un des meilleurs talents du pays. Il signe son premier contrat professionnel le 16 juin 2016, à tout juste 17 ans. 
Il participe à son premier match en équipe première le 25 février 2017, en étant titularisé lors d'une rencontre de première division autrichienne face au SC Rheindorf Altach. L'Austria s'incline par trois buts à un ce jour-là.
Borković joue son premier match de Coupe d'Europe le 24 août 2017, lors d'une rencontre qualificative pour la Ligue Europa perdue par son équipe face au NK Osijek (0-1). L'Austria parvient tout de même à se qualifier pour la suite de la compétition, et c'est lors de la phase de groupe qu'Alexandar Borković inscrit son premier but en professionnel, le 14 septembre, lors de la défaite de son équipe face au Milan AC (1-5).
Le 22 mai 2019, Alexandar Borković prolonge son contrat avec son club formateur jusqu'en 2022. 
Le 26 août 2020, Alexandar Borković rejoint l'Allemagne et le TSG Hoffenheim. 
Le 30 août 2021, Alexandar Borković est prêté pour deux saisons avec option d'achat au Sturm Graz. 

### En équipe nationale
Avec l'équipe d'Autriche des moins de 17 ans, Alexandar Borković est sélectionné pour participer au championnat d'Europe des moins de 17 ans en 2016. Il ne prend part qu'à un seul des matchs de son équipe, le 11 mai face à l'Allemagne, contre qui son équipe s'incline (4-0). Les jeunes autrichiens se hissent jusqu'en quarts de finale, battue par le futur vainqueur de la compétition, le Portugal (5-0).
Le 11 juin 2019, jour de ses 20 ans, Alexandar Borković joue son premier match avec l'équipe d'Autriche espoirs, face à la France. Il entre en jeu en cours de partie à la place de Dario Maresic, et son équipe s'impose sur le score de trois buts à un.

## Palmarès
- Vice-champion d'Autriche en 2017 avec l'Austria Vienne